# Тоди
Тоди (итал. Todi) је насеље у Италији у округу Перуђа, региону Умбрија.
Према процени из 2011. у насељу је живело 5620 становника. Насеље се налази на надморској висини од 340 м.

## Становништво
Према резултатима пописа становништва 2011. у општини је живело 16.900 становника.
| 1931.  | 1936.  | 1951.  | 1961.  | 1971.  | 1981.  | 1991.  | 2001.  | 2011.  |
| ------ | ------ | ------ | ------ | ------ | ------ | ------ | ------ | ------ |
| 19.674 | 20.459 | 21.086 | 19.713 | 17.334 | 17.078 | 16.722 | 16.704 | 16.900 |

## Партнерски градови
- Дре
- Мелзунген